# Handley Page Halifax
A Handley Page Halifax egy négymotoros, szabadonhordó középszárnyas bombázó repülőgép-típus volt, kettős függőleges vezérsíkkal. Első repülésére 1939. október 25.-én került sor, 1940 novemberétől állt szolgálatba. A típus Nagy-Britannia bombázóerejének gerincét képezte. Az Mk.II változatnak (H.P.59 1941 júliusától) a törzs hátoldalán külön forgatható lövésztornya, erősebb védőfegyverzete volt. Az Mk.III (H.P.61) 1943 augusztusában jelent meg, erősebb motorokkal és nagyobb fesztávolsággal. 1956-ig 6168 különböző változatú Halifax készült.